# Liste der Einträge im National Register of Historic Places im Kimble County
Die Liste der Registered Historic Places im Kimble County führt alle Bauwerke und historischen Stätten im texanischen Kimble County auf, die in das National Register of Historic Places aufgenommen wurden.

## Aktuelle Einträge
| Lfd. Nr. | Name im NRHP                                     | Bild | Datum der Eintragung | Adresse/Lage                        | Ort      | NRHP-ID  | Beschreibung |
| -------- | ------------------------------------------------ | ---- | -------------------- | ----------------------------------- | -------- | -------- | ------------ |
| 1        | Brambletye                                       |      | 15. Juli 1982        | Off SR 2291                         | Junction | 82004511 |              |
| 2        | State Highway 27 Bridge at Johnson Fork          |      | 10. Okt. 1996        | I-10, .6 mi. W of jct. with FM 2169 | Junction | 96001113 |              |
| 3        | State Highway 27 Bridge at the South Llano River |      | 10. Okt. 1996        | Loop 481, .2 mi. E of 6th St.       | Junction | 96001124 |              |